# Outfit7
Outfit7(이전 이름: Outfit7 Limited)는 슬로베니아의 비디오 게임 개발사이며, 토킹톰 앤 프랜즈 앱 및 미디어 프랜차이즈의 개발사로 가장 잘 알려져 있다. 이 회사는 사모 로긴과 이자 로긴이 설립했다. 이 회사는 전 세계 7개 스튜디오에서 운영되며 거의 전적으로 토킹톰 앤 프랜즈 프랜차이즈 관련 모바일 게임에 중점을 둔다. 2017년 1월, 이 회사는 유나이티드 럭 컨소시엄에 인수된 후 10억 달러 이상에 저장 진커에 매각되었다. 이 회사는 또한 하이퍼닷 스튜디오(현재 Outfit7 Neo)와 무빙 아이를 소유한다.

## 역사

### Outfit7
Outfit7은 대학에서 컴퓨터 과학을 전공하고 애플 앱 스토어 출시 이후 모바일 앱 사업에 뛰어들고 싶었던 사모 로긴과 이자 시아 로긴이 설립했다. 2009년, 그들은 6명의 친구들과 250,000달러(180,000유로)를 투자하여 슬로베니아 류블랴나에 사무실을 설립하고 몇몇 앱을 개발했다. 그들의 첫 시도들, 즉 축구 앱, 아이슬란드 여행 가이드, "부의 확언 앱"은 실패했다. 6개월간의 시도 끝에 이자 시아와 사모는 토킹 톰 캣이라는 어린이 앱을 개발했는데, 이 앱은 톰이라는 애니메이션 고양이가 아이폰 마이크에 대고 말하는 모든 것을 "높은 헬륨음으로 삑삑거리는 소리"로 반복하며 먹이를 주거나 쓰다듬는 다른 반응을 보였다.

### 토킹톰 앤 프랜즈
토킹톰 앤 프랜즈(Talking Tom and Friends) 프랜차이즈는 토킹톰 캣(Talking Tom Cat) 앱 출시와 함께 만들어졌다. 이 프랜차이즈는 처음에는 사용자가 말하는 것을 반복하는 의인화된 고양이와 개에 초점을 맞추다가, 이후 무한 러너 게임, 가상 펫 게임 등 다른 앱으로 초점을 옮겼다.
프랜차이즈는 출시 19개월 만에 3억 다운로드를 달성했다. 앱 프랜차이즈는 2013년 6월에 10억 다운로드를 기록했다. Talking Tom and Friends 앱은 2020년 4월 기준으로 120억 회 이상 다운로드되었으며, 2022년 3월에는 180억 회에 달했다.

## 기업 업무

### 사무실
Outfit7은 유럽과 아시아의 6개 도시에 사무실을 운영하고 있다. 이 회사는 현재 런던, 류블랴나, 바르셀로나, 리마솔, 홍콩, 베이징시에서 운영 중이다.

### 인수 및 리더십 변경
2016년, 사모 로긴과 이자 로긴은 골드만삭스를 고용하여 회사를 매각하기 위한 계약을 주선했다. 2017년 1월 20일, 보도 자료를 통해 Outfit7이 중국 기반 그룹인 유나이티드 럭 홀딩스 컨소시엄에 10억 달러에 매각되었다고 발표되었다. 그러나 나흘 후, 또 다른 보도 자료에 따르면 유나이티드 럭은 Outfit7을 중국 화학 회사인 저장 진커 과산화물 회사에 매각할 예정이었고, 이 회사는 중국 게임 개발사를 인수한 후 저장 진커 엔터테인먼트 문화 유한회사로 사명을 변경했다. 진커가 유나이티드 럭의 10% 지분을 매입할 계획을 공개했기 때문에 누가 Outfit7을 소유하고 있는지에 대한 혼란이 있었다. 2017년 3월, Outfit7을 진커에 매각하는 계약이 체결되었다. 사모 로긴은 회사 이사로, 이자 로긴은 고문으로 남았다. 2018년 7월, 신위 첸이 CEO가 되었다.

### 로고

2011년–2014년
2018년–현재 (2021년부터 새로운 로고와 함께 사용)
2021년–현재 (이전 로고와 함께 사용)